# Slaget vid Nihriya
Slaget vid Nihriya, ca 1237 f.Kr, var kulmen på kriget mellan Assyrien och Hettiterriket gällande kontrollen över resterna av det forna Mitanniriket. 
När hettitiernas kung Suppiluliuma I (cirka 1344–1322 f.Kr.) erövrade Mitanniriket valde han att först skapa två provinser av de nya territorierna, Aleppo och Karkemisch. Stora landområden gavs även till hettiternas allierade som gåvor. Det som var kvar efter utdelningen blev ett nytt hettitiskt vasallkungadöme vid namn Hanigalbat. Under Mursili III:s tid (cirka 1272–1265 f.Kr.) erövrades Hanigalbat av Assyrien som sedan tog områden ända fram till Eufrats östra strand från hettiterna. Hettitierriket var upptaget med inre stridigheter och när Hattusili III slutligen tog tronen från Mursili III år 1265 f.Kr. ansågs Hanigalbat sedan länge förlorat och inga aktioner förbereddes mot assyrierna trots att Hanigalbat varit en hettitisk vasallstat och därmed under hettiternas beskydd. 
Assyrierna fortsatte under kung Salmanassar I (1265–1235 f.Kr.) att lägga sig i händelser i Syrien och backa olika hettitiska vasallkungadömen i deras konflikter vilket skapade en kris i Hatti. Hettiterna ansåg att assyriernas konstanta försök att lägga sig i och påverka vad som hände i Syrien var ett direkt anfall mot det hettitiska rikets gränser och 1237 f.Kr. drog den hettitiska armén under deras nytillsatta konung Tudhaliya IV (Hattusili III:s son och efterträdare) i krig mot Assyrien. Efter ett okänt antal slag ledde kriget till slaget vid Nihriya som låg i övre Balihregionen.
Vad som hände under slaget i sig har gått förlorat till historien men klart är utifrån rapporter till Hatti om kampanjen att det var en avgörande seger för assyrierna som skakade det hettitiska riket till grunden. Efter slaget bröt flera uppror ut i det hettitiska riket men Tudhaliya IV lyckades besegra dem och höll sig kvar vid tronen. Fem år efter slaget vid Nihriya var kriget över och ett fredsavtal skrevs mellan Assyrien och Hettiterriket. Det är oklart om hettiterna förlorade några territorier till assyrierna under kriget.